# Saint Martin-kráter
A Saint Martin-kráter egy meteoritbecsapódási kráter Kanadában, Manitoba közelében.
A becsapódási kráter átmérője mintegy 40 kilométer. A kráter keletkezésének ideje feltehetően 220 millió éve volt. A kráternek nincsenek a föld felszínén is jól látható és felismerhető maradványai.

## Többszörös becsapódásos esemény elmélet
David Rowley geofizikus a Chicagói Egyetem egyetem munkatársa, illetve John Spray a University of New Bruinswick egyetem munkatársa, valamint Simon Kelly az Open University-ről úgy vélik, hogy e kráter egy többszörös meteoritbecsapódás során keletkezett, melynek során létrejött a Manicouagan-kráter Észak-Québecben, a Rochechouart-kráter Franciaországban, a St. Martin-kráter Manitobában, illetve a Red Wing-kráter Észak-Dakotában. Mindegyik krátert alaposan megvizsgálták már az évtizedek során, de mind ezidáig nem sikerült bizonyítani földtörténeti koregyezésüket.

## Fordítás
Ez a szócikk részben vagy egészben  a   Saint martin crater című angol Wikipédia-szócikk ezen változatának fordításán alapul.  Az eredeti cikk szerkesztőit annak laptörténete sorolja fel. Ez a jelzés csupán a megfogalmazás eredetét és a szerzői jogokat jelzi, nem szolgál a cikkben szereplő információk forrásmegjelöléseként.